# Stadion Apostolos Nikolaidis
Stadion Apostolos Nikolaidis (grč. Στάδιο Απόστολος Νικολαΐδης) je nogometni stadion u grčkoj prijestolnici Ateni te je dom nogometnog kluba Panathinaikosa. Također, ondje se odvijaju i atletska događanja sportskog kolektiva Pannathinaikos. Izgrađen je davne 1922. te je najstariji aktivni nogometni stadion u Grčkoj.
Stadion je dobio ime po predsjedniku kluba Apostolosu Nikolaidisu a nalazi se u četvrti Ampelokipoi. Također, nosi i nadimak Leoforos Alexandras ili jednostavno Leoforos jer se nalazi na adresi Aleksandrova Avenija 160 (Leoforos, hrv. Avenija). Osim nogometnog terena i atletske staze stadion obuhvaća dvoranu, unutarnju streljanu, mali plivački bazen, boksački ring, klupske prostorije i razne druge objekte.
Najveća posjećenost na Apostolosu Nikolaidisu ostvarena je 1967. godine prilikom odigravanja utakmice Kupa pobjednika kupova između domaćeg PAO-a i minhenskog Bayerna.